# Эстрада, Хосе Мария
Хосе Мария Эстрада Рейес (исп. José María Estrada Reyes, 1802 — 13 августа 1856) — никарагуанский политик, занимавший пост президента Никарагуа.

## Биография
Родился в 1802 году в Гранаде. В 1829 году стал президентом Законодательной Ассамблеи. В 1848 году участвовал в переговорах с представителями Великобритании относительно индейцев, населяющих Москитовый берег. Когда в 1851 году Верховный директор Хосе Лауреано Пинеда был свергнут в результате военного переворота, то не признавший власть военных Хосе Франсиско де Монтенегро провозгласил себя в Гранаде исполняющим обязанности Верховного директора, и предложил Эстраде пост в правительстве, но умер до того, как вступил в должность.
В 1853 году на выборах Верховного директора победил кандидат от консервативной Легитимистской партии Фруто Чаморро, который тут же перенёс столицу из Манагуа в служившую оплотом консерваторам Гранаду, а 20 января 1854 года созвал там Конституционную Ассамблею, на которой практически не было либералов; президентом Конституционной Ассамблеи стал Хосе Мария Эстрада. Ассамблея приняла новую Конституцию, по которой страну теперь возглавлял не «Верховный директор», а «Президент».
В мае 1854 года либералы, не признавая принятых в Гранаде решений, подняли восстание и организовали альтернативное правительство в Леоне; против Гранады были отправлены войска под командованием Максимо Хереса. Чтобы защитить Гранаду, Фруто Чаморро передал президентские полномочия Хосе Марии Эстраде, а сам встал во главе армии. 12 марта 1855 года Фруто Чаморро скончался от дизентерии, и Конституционная Ассамблея (на которой присутствовало всего 14 человек) проголосовала за то, чтобы Хосе Мария Эстрада продолжал осуществлять президентские полномочия до истечения конституционного срока Фруто Чаморро. Реальная власть, тем не менее, находилась в руках генерала Понсиано Корраля.
Либералы наняли в США 200 наёмников во главе с авантюристом Уильямом Уокером. 13 октября 1855 года Уокер взял Гранаду, а 23 октября подписал с Понсиано Корралем «Соглашение о мире», в соответствии с которым боевые действия прекращались, а временным президентом страны на период не более 14 месяцев становился Патрисио Ривас. Бежав в Масаю, а затем отправившись в изгнание в Гондурас, Эстрада опубликовал заявление, в котором назвал Уокера «флибустьером» и, продолжая считать легитимным президентом себя, призвал центральноамериканские страны изгнать Уокера силой.
29 июня 1856 года Эстрада вернулся из Гондураса и объявил себя главой легитимистской Правящей Хунты, противостоящей правительству Риваса, которого она считала марионеткой в руках Уокера. 13 августа он был убит в Окотале.